# Wrzos (gromada)
Wrzos – dawna gromada, czyli najmniejsza jednostka podziału terytorialnego Polskiej Rzeczypospolitej Ludowej w latach 1954–1972.
Gromady, z gromadzkimi radami narodowymi (GRN) jako organami władzy najniższego stopnia na wsi, funkcjonowały od reformy reorganizującej administrację wiejską przeprowadzonej jesienią 1954 do momentu ich zniesienia z dniem 1 stycznia 1973, tym samym wypierając organizację gminną w latach 1954–1972.
Gromadę Wrzos siedzibą GRN we Wrzosie utworzono – jako jedną z 8759 gromad na obszarze Polski – w powiecie radomskim w woj. kieleckim, na mocy uchwały nr 13i/54 WRN w Kielcach z dnia 29 września 1954. W skład jednostki weszły obszary dotychczasowych gromad Wrzos i Podkanna ze zniesionej gminy Przytyk w tymże powiecie. Dla gromady ustalono 9 członków gromadzkiej rady narodowej.
31 grudnia 1959 do gromady Wrzos przyłączono wsie Domaniów, Jagodno, Wólka Domaniowska, Duży Las i Jadwinów oraz kolonie Domaniów, Stary Młyn i Feliksów ze zniesionej gromady Domaniów w powiecie radomskim, a także wsie Goszczewice i Ostrołęka oraz kolonie Ostrołęka, Podkanna-Chronów i Stefanówka ze zniesionej gromady Goszczewice w powiecie przysuskim.
Gromada przetrwała do końca 1972 roku, czyli do kolejnej reformy gminnej.